# Модель эскалации конфликта Фридриха Глазла
Модель эскалации конфликта Фридриха Глазла используется при анализе конфликтов для вывода соответствующих реакций. Модель имеет девять этапов — в отличие от более ранней модели Курта Р. Шпильмана, которая описывает пять уровней эскалации. Этапы сгруппированы в три уровня, каждый из которых содержит три этапа.

## Уровни
Глазл представляет «эскалацию в своей девятиэтапной модели не как восхождение к высшим и более высоким стадиям эскалации, а как спуск к более глубоким и глубоким, более примитивным и животным формам спора … [которые] неизбежно ведут в области, пробуждающие великие „нечеловеческие энергии“, которые в конечном итоге не поддаются контролю или сдерживанию». На первом уровне обе стороны все еще могут выиграть. На втором уровне одна из сторон проигрывает, а другая выигрывает, а на третьем уровне обе стороны проигрывают.
Таким образом, можно проанализировать множество различных видов конфликтов: разводы, конфликты коллег и школьников, а также конфликты между государствами.

### Первый уровень
Этап 1 — Напряжение
Конфликты начинаются с напряженности, например, случайного столкновения мнений. Это обычное явление, зачастую не воспринимающееся как начало конфликта. Однако в случае возникновения конфликта позиции сторон становятся более фундаментальными. Конфликт также может иметь более глубокие причины.
Этап 2 — Дебаты
Конфликтующие рассматривают стратегии, чтобы опровергнуть аргументы противника. Различия во мнениях приводят к спору. Стороны стараются оказать друг на друга давление и думать с точки зрения черного и белого.
Этап 3 — Действия вместо слов
Стороны конфликта усиливают давление друг на друга, продолжая отстаивать свое мнение. Обсуждения оказываются прерваны. Больше не происходит вербального общения, и конфликт обостряется. Сочувствие к «противникам» исчезает.

### Второй уровень
Этап 4 — Коалиции
Конфликт обостряется из-за того, что противники начинают привлекать сочувствующих со стороны. Считая себя правыми, оппоненты изобличают противника. Первоначальная проблема больше не важна: нужно выиграть конфликт, чтобы противник проиграл.
Этап 5 — Потеря лица
Репутация противника должна быть разрушена, поэтому стороны прибегают к инсинуациям и ей подобным методам. Доверие друг к другу окончательно подорвано. В этом смысле потеря лица означает потерю морального авторитета.
Этап 6 — Стратегии угроз
Конфликтующие стороны пытаются достичь абсолютной власти, создавая угрозы, которые позволяют продемонстрировать их собственную силу. Например, участнику конфликта угрожает требование (10 миллионов евро), которое наложено санкцией («иначе я взорву ваше главное здание») и подчеркнуто потенциальной санкцией (с указанием взрывчатки). Пропорции определяют реальность угрозы.

### Третий уровень
Этап 7 — Ограниченное уничтожение
Каждый пытается серьезно навредить противнику всеми возможными способами. Противники больше не считают друг друга за людей. Отныне незначительные личные потери рассматриваются как выигрыш, если урон противнику больше.
Этап 8 — Полное уничтожение
Противник должен быть уничтожен во что бы то ни стало.
Этап 9 — Вместе в пропасть
С этого момента самоуничтожение становится приемлемым, если оно обозначает уничтожение противника.

## Стратегии деэскалации и разрешения конфликтов
Модель описывает, как ведут себя две стороны в конфликте. Решения, ведущие к деэскалации, не сразу очевидны в этой модели , особенно когда обеим сторонам конфликта представляется невозможным переломить ситуацию (например, агрессивный акт на территории государства, «дележ» общего ребенка, лишение гражданства указом государством, массовое увольнение для повышения акционерной стоимости) или когда одна из сторон выбирает эскалацию конфликта в качестве стратегической уловки.
Для достижения деэскалации Глазл предлагает следующие стратегические модели различным стадиям эскалации:
- Этап 1-3: посредничество
- Этап 3-5: руководство процессом
- Этап 4-6: руководство социотерапевтическим процессом
- Этап 5-7: ходатайство, посредничество
- Этап 6-8: арбитраж, судебный иск
- Этап 7-9: насильственное вмешательство

Способность распознавать и устранять факторы, способствующие конфликту культурно нейтральным и не осуждающим образом, чтобы деэскалировать ситуацию эффективно, особенно важна для менеджеров, консультантов и социальных работников.